# Bardeleben-Medaille
Die Bardeleben-Medaille ist eine Auszeichnung, die vom Verein für Heraldik, Genealogie und verwandte Wissenschaften zu Berlin verliehen wird. Anlässlich des 40. Jahrestages des Bestehens des genealogischen Vereins im Jahre 1909 wurde beschlossen, eine Medaille für hervorragende wissenschaftliche Arbeiten zu schaffen und sie für besondere Verdienste um den Verein HEROLD und die von ihm geförderten Wissenschaften zu vergeben.
Mit der Herstellung des Prägestempels dieser Medaille wurde das damalige Vereinsmitglied, der renommierte Hofmedailleur Max von Kawaczynski (* 5. November 1860), beauftragt. Die Auszeichnung benannte ein Komitee des HEROLD zu Ehren des langjährigen Vereinsvorsitzenden, Carl von Bardeleben (* 2. September 1840), nach dessen Familiennamen. Der Durchmesser der Bardeleben-Medaille wurde auf 50 Millimeter festgelegt.

## Gestaltung
Die Vorderseite zeigt das Bildnis v. Bardelebens als Rechtsritter des evangelischen Johanniterordens im Seitenprofil (Kopf nach links). Der vollständige Name Carl von Bardeleben ist in Großbuchstaben am linken Rand der Medaille angegeben und rechts zwischen Hals und Schulter des Porträts das Familienwappen v. Bardeleben. Bei der künstlerische Ausführung versäumte der Medailleur es nicht, sich mit seinem Namen als Urheber auszuweisen und zusätzlich den Vermerk „FEC[IT]“  (Lat.: GEMACHT) anzubringen. Bei der Neugestaltung des Prägestempels für die Medaillen-Vorderseite im Jahre 1977 durch den Graveur Rudolf Nieballa (1914–1996) wurde auf die Nennung des Künstlers verzichtet.
Die Rückseite der Medaille trägt das Vereinswappen: Ein Herold in Renaissance-Tracht, dessen Bekleidung mit dem Reichsadler geschmückt wurde. In seiner linken Hand hält der Herold ein Zepter und in seiner Rechten eine Urkunde. Zu seinen Füßen befindet sich ein Schriftband mit der Aufschrift „3. NOV. 1869–1909“, das auf den 40. Stiftungstag hinweist. Der Herold steht auf felsigem Untergrund, aus dem jedoch ein Strauch wächst.
Die Künstler-Signatur „MvK“ des Stempelschneiders Max von Kawaczynski ist am Medaillenrand angebracht und ebenso die Widmung in Versalien: „FVER VERDIENSTE VM DEN VEREIN HEROLD / VND DIE VON IHM GEPFLEGTEN WISSENSCHAFTEN GESTIFTET.“  Der Außenrand der Medaille blieb der Eingravierung des Namens des/der Geehrten, verbunden mit dem Auszeichnungsdatum, vorbehalten.
Ursprünglich sollte die Bardeleben-Medaille generell in Bronze hergestellt und verliehen werden. Jedoch wurde zunächst beschlossen, nur das Erstexemplar in Silber anfertigen zu lassen, um dadurch den Namensgeber und damaligen Vereinsvorsitzenden herausragend zu ehren. In der nachfolgenden Zeit wurden mit einer Ausführung in Silber weitere verdienstvolle Persönlichkeiten besonders geehrt wie der Verfasser des Evangelischen Pfarrerbuchs für die Mark Brandenburg seit der Reformation Otto Fischer.